# Кыкеро-Акиминская впадина
Кыкеро-Акиминская впадина (Средненерчинская впадина) — впадина в средней части Забайкальского края России.

## Расположение
Кыкеро-Акиминская впадина расположена между хребтом Черского (с запада и северо-запада) и Нерчинско-Куэнгинским хребтом (с востока и юго-востока). Впадина имеет преимущественно северо-восточное простирание. Начинается на юго-западе, недалеко от устья реки Акекан (правый приток Нерчи), откуда протягивается на северо-восток, до устья реки Нерчуган (левый приток Нерчи). Протяжённость впадины превышает 70 км, ширина варьируется от 2 до 8 км.

## Геология
Кыкеро-Акиминская впадина сложена верхнеюрско-нижнемеловыми формациями с залежами бурого угля, которые сверху перекрыты кайнозойскими континентальными отложениями незначительной мощности. Заложение впадины произошло в мезозое, дальнейшее формирование шло в неоген-четвертичное время.

## Гидрография и ландшафт
Наиболее пониженную часть впадины занимают река Нерча и её притоки с урезами воды от 580 до 635 м. Преобладающие типы ландшафта — луговые равнины, переходящие по бортам в горную тайгу с марями и ерниками.